# 한현동
한현동(韓賢東)은 한국의 만화가이다.  신 구미호, 귀신별곡, 챔프D 도어 등을 연재했다.